# Morondava (distrikt)
Morondava  är ett distrikt i Madagaskar.   Det ligger i regionen Menabe, i den sydvästra delen av landet, 400 km sydväst om huvudstaden Antananarivo.